# Pyrrhorachis pisochlora
Pyrrhorachis pisochlora är en fjärilsart som beskrevs av Louis Beethoven Prout 1934. Pyrrhorachis pisochlora ingår i släktet Pyrrhorachis och familjen mätare. Inga underarter finns listade.